# Kyiv (tỉnh)
Tỉnh Kyiv (tiếng Ukraina: Київська область, đã Latinh hoá: Kyïvsʹka oblastʹ, IPA: [ˈkɪjiu̯sʲkɐ ˈɔblɐsʲtʲ]), còn được gọi là Kyivshchyna (tiếng Ukraina: Київщина, IPA: [ˈkɪjiu̯ʃtʃɪnɐ]), là một tỉnh ở miền trung và miền bắc Ukraina. Nó bao quanh, nhưng không bao gồm, thành phố Kyiv, mặc dù Kyiv cũng đóng vai trò là trung tâm hành chính của tỉnh. Khu vực đô thị Kyiv kéo dài từ thành phố Kyiv đến các khu vực của tỉnh, phụ thuộc đáng kể vào nền kinh tế đô thị và giao thông của Kyiv.
Dân số của tỉnh Kyiv là 1.795.079 (ước tính năm 2022). Thành phố lớn nhất của tỉnh là Bila Tserkva, với dân số hơn 200.000 người.
Vùng cấm Chernobyl nằm ở phía bắc của tỉnh Kyiv. Nó được quản lý riêng biệt với tỉnh và bị cấm tiếp cận.

## Lịch sử
Tỉnh Kyiv được thành lập bởi Cộng hòa Xã hội chủ nghĩa Xô viết Ukraina vào ngày 27 tháng 2 năm 1932 trong số năm tỉnh đầu tiên ở Ukraina. Nó được thành lập trên lãnh thổ từng được gọi là vùng đất Ruthenia.
Các đơn vị hành chính lịch sử trước đây đã trở thành lãnh thổ của tỉnh bao gồm Kiev Voivodeship thuộc Liên bang Ba Lan và Lietuva và Đại công quốc Litva, và Phó vương quốc Kiev và Tỉnh Kiev thuộc Đế quốc Nga. Phần phía bắc của tỉnh thuộc về khu vực lịch sử Polesia (Polissia).
Ở vùng Kyiv, có một phong cách vẽ biểu tượng dân gian cụ thể chịu ảnh hưởng nhiều từ trường phái hội họa Kyiv Pechersk Lavra. Các vị thánh được miêu tả trên nền màu tím đậm hoặc đen, quần áo tối màu, quầng sáng màu xanh đậm, xanh đậm hoặc thậm chí đen, được viền bằng những đường viền chấm trắng mỏng. Bộ sưu tập biểu tượng của vùng Kyiv được đặt trong triển lãm của Bảo tàng biểu tượng ngôi nhà Ukraina trong khu di tích lịch sử và văn hóa "Lâu đài Radomysl".
Ranh giới hiện tại của tỉnh được thiết lập sau Thảm họa Chernobyl năm 1986. Quyền giám sát hành chính của thành phố mới Slavutych ban đầu thuộc về tỉnh Chernihiv, sau đó được chuyển giao cho tỉnh Kyiv (xem Vùng Chernobyl bên dưới).
Vào ngày 24 tháng 2 năm 2022, Lực lượng vũ trang Nga đã xâm chiếm tỉnh Kyiv trong Cuộc xâm lược Ukraine năm 2022 của Nga. Ukraine đã phát động một cuộc phản công để chiếm lại khu vực vào tháng 3 năm 2022. Tỉnh này được Thứ trưởng Bộ Quốc phòng Ukraine Hanna Maliar tuyên bố không còn quân xâm lược vào ngày 2 tháng 4 năm 2022. Theo Bộ Quốc phòng Ukraine quân đội của họ đã chiếm lại hơn 30 thị trấn và làng mạc xung quanh Kyiv. Tuy nhiên, vào ngày 9 tháng 4 năm 2022, quân Nga lại tấn công tỉnh, thậm chí phá hủy một nhà ga xe lửa ở Bucha.

## Địa lý
Tỉnh Kyiv có tổng diện tích 28100 km2 (khoảng 35 lần diện tích thành phố Kyiv) và nằm ở phía bắc miền trung Ukraina. Ở phía tây, nó giáp tỉnh Zhytomyr, ở phía tây nam – tỉnh Vinnytsia, ở phía nam – tỉnh Cherkasy, ở phía đông nam – tỉnh Poltava, ở phía đông và đông bắc – tỉnh Chernihiv, và ở phía bắc – tỉnh Gomel của Belarus.
Tỉnh được phân chia đồng đều giữa hai bờ Sông Dnepr ở phía bắc và phía nam Kyiv. Các con sông quan trọng khác trong tỉnh là các nhánh của Dnepr: Pripyat (Prypiat), sông Desna River, Teteriv, Irpin', Ros' và Trubizh.
Chiều dài của sông Dnepr trong ranh giới của tỉnh có tổng cộng 246 km. Tỉnh có tổng số 177 con sông giao nhau trong vùng; 13 hồ chứa nước (đáng chú ý nhất là hồ chứa nước Kyiv và hồ chứa nước Kaniv), hơn 2000 ao và khoảng 750 hồ nhỏ.

### Khí hậu

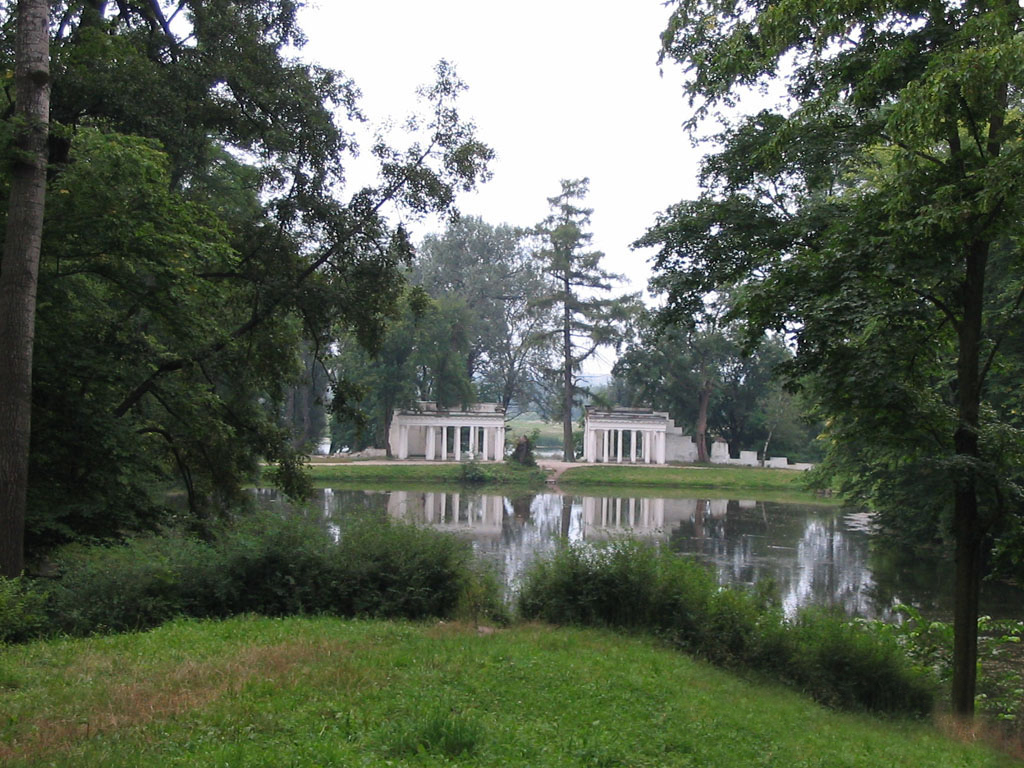
Quang cảnh công viên "Alexandria" ở thành phố Bila Tserkva.

Khí hậu của tỉnh Kyiv là đặc trưng của khu vực Polesia và các khu vực rừng lân cận khác. Tỉnh có khí hậu lục địa vừa phải với mùa đông tương đối ôn hòa và mùa hè ấm áp. Nhiệt độ dao động từ -6,1 °C vào tháng 1 đến 19,2 °C vào tháng 7.

### Hệ thực vật
Tỉnh Kyiv có những ngọn núi nhỏ và sườn dốc ở hữu ngạn sông Dnepr. Toàn bộ khu vực này được bao quanh bởi một vành đai liên tục bởi cây xanh và rừng rậm. "Khu vực xanh" của tỉnh chiếm 436 km2, đặc trưng bởi 250 loại cây khác nhau.